# 篠田裕輔
篠田 裕輔（しのだ ゆうすけ、本名：篠田 唯〔しのだ ゆい〕。1976年9月26日 - ）は、日本の実業家、音楽家。東京都生まれ、埼玉県出身。株式会社サムライファクトリーの代表取締役 兼 創業者。

## 経歴
1999年、合資会社ノベルティワークスを設立。
2001年、株式会社キープライムを設立。
2002年12月、株式交換により株式会社キープライムを楽天株式会社に譲渡、子会社化。
2003年11月、ハニワシステムを創業。
2004年5月21日、ハニワシステムを法人登記し、有限会社ハニワシステムに（資本金300万円）。
2005年10月、株式会社忍者システムズを買収。有限会社ハニワシステムに吸収合併し、会社名を有限会社サムライファクトリーに改称。
2006年4月、組織変更により株式会社サムライファクトリーに改称。
2006年9月、株式会社コンソートを設立。取締役会長に就任。
2010年2月、サムライファクトリーの代表取締役会長に就任。
2010年7月、サムライファクトリーの代表取締役会長を退任。
2011年8月、株式会社ルーナファクトリーを設立。代表取締役社長に就任。
2015年12月、株式会社サムライファクトリーに代表取締役社長として復帰。